# L'Homme bicentenaire (film)
Pour les articles homonymes, voir L'Homme bicentenaire.
Pour plus de détails, voir Fiche technique et Distribution.
L’Homme bicentenaire (Bicentennial Man) est un film américano-allemand réalisé par Chris Columbus, sorti en 1999. Les rôles principaux sont interprétés par Robin Williams, Sam Neill, Embeth Davidtz (qui joue deux personnages différents), Wendy Crewson et Oliver Platt.
Le scénario s'inspire du roman Tout sauf un homme de Robert Silverberg, lui-même inspiré de la nouvelle L'Homme bicentenaire d’Isaac Asimov. À travers l'histoire d'un robot doté de sensibilité, l’intrigue explore différentes interrogations : humanité, esclavage, liberté intellectuelle, conformité, sexe, amour, mortalité.
Le film débute au XXIe siècle. Le progrès technique s'est généralisé pour le meilleur, Richard Martin fait l'acquisition du tout nouveau robot domestique à la mode, le NDR-114. Celui-ci a été conçu pour effectuer les tâches ménagères pénibles jadis dévolues aux êtres humains : cuisine, ménage, bricolage, surveillance des enfants. À ceci près que son android, baptisé « Andrew » par sa fille Amanda, ne sera pas aussi simple que le modèle classique. Doté d'un esprit différent, le robot se montre capable de créativité (notamment en sculptant de petits animaux en bois sans que personne lui apprenne). Il va se donner des buts, et va, au fil de ses apprentissages, poursuivre une quête sur près de deux siècles : devenir humain.
Le film est un échec au box-office mais il a attiré une fanbase de passionnés qui défendent le film[réf. souhaitée]. Par ailleurs, l’artiste maquilleur Greg Cannom a été nommé pour l’Oscar du meilleur maquillage aux Oscars 2000.

## Synopsis
Le robot de série NDR « Andrew » (Robin Williams) est introduit en 2005 dans la maison de la famille Martin pour effectuer des tâches d’entretien ménager et d’entretien et de la maintenance. Les réactions de la famille vont de l’acceptation et de la curiosité au rejet catégorique et au vandalisme délibéré de leur fille aînée, Grace (Lindze Letherman (en)), qui le traite comme un simple robot et continue tout en grandissant. Quand Andrew casse accidentellement une figurine appartenant à « Petite Fille » (« Little Miss » en version originale) Amanda (Hallie Kate Eisenberg), il sculpte alors dans du bois une figurine de substitution, afin de se faire pardonner auprès d’elle. La famille est étonnée par cette créativité et « Sir » Richard Martin (Sam Neill) emmène Andrew chez son fabricant, pour savoir si tous les robots sont comme lui, ses semblables. Le PDG de l’entreprise, Dennis Mansky (Stephen Root), voit ce développement comme un problème et souhaite supprimer Andrew. Irrité, Richard ramène Andrew à la maison et lui permet de poursuivre son propre développement, encourageant Andrew à s’éduquer dans les sciences humaines à travers la lecture.
Des années plus tard, Martin emmène à nouveau Andrew à Robotics NorthAm pour des réparations à la suite d'un accident. Richard s’assure d’abord que la personnalité d’Andrew restera intacte. Andrew demande que son visage soit modifié et amélioré pour transmettre les émotions qu’il ressent, mais ne peut pas exprimer correctement.
Douze ans plus tard, Andrew demande finalement sa liberté, à la grande consternation de Richard. Il accorde la demande, mais bannit Andrew afin qu’il puisse être « complètement », « pleinement » libre. Andrew se construit une maison et vit seul. En 2048, Andrew voit Richard une dernière fois sur son lit de mort, où ce dernier s’excuse de l’avoir banni.
Andrew part à la recherche de robots de la série NDR pour découvrir si d’autres ont développé la sensibilité. Après près de vingt ans d’échec, il trouve Galatea (Kiersten Warren), un robot NDR qui a reçu des attributs féminins et de la personnalité. Ceux-ci, cependant, sont simplement des aspects de sa programmation et pas quelque chose qu’elle a développés spontanément. Galatea est la propriété de Rupert Burns (Oliver Platt), fils du concepteur de robots NDR. Burns travaille pour créer plus de robots à l’apparence humaine, mais est incapable d’attirer des financements. Andrew accepte de financer la recherche et les deux se joignent pour révolutionner la robotique. Pendant ce temps, il reste en contact avec Amanda (« Petite Fille »), qui a grandi, s’est mariée, a eu un enfant, a divorcé et a maintenant une petite-fille appelée Portia (Embeth Davidtz). Après avoir reçu des traits humains, Andrew revient à la maison et voit Amanda, maintenant âgée, avec Portia. Au début, il a quelques problèmes de réintégration dans la famille puisque maintenant il n’y a qu’Amanda qui le connaît réellement, mais il parvient à se lier d’amitié avec Portia. Un peu plus tard, Amanda décède, laissant Andrew se rendre compte que tous ceux qu’il connait mourront un jour. Andrew décide alors de devenir humain, pour devenir mortel. Avec l’aide de Rupert, il crée un nouveau type d’organes mécaniques qui peuvent être utilisés par lui pour devenir plus humains et utilisés par les humains comme organes prosthétiques. Il gagne un système nerveux et beaucoup d’autres organes qui le rendent capable de manger, de ressentir des émotions et des sensations, et aussi d’avoir des rapports sexuels. Finalement, Andrew devient assez humain pour tomber amoureux de Portia et, finalement, elle tombe amoureuse de lui.
Au cours du siècle suivant, Andrew demande au Congrès mondial de le reconnaître comme étant humain, ce qui lui permettrait, ainsi qu’à Portia, de se marier légalement, mais sa demande est rejetée. Le Président du Congrès (George D. Wallace) explique que la société peut tolérer une machine éternelle, mais soutient qu’un être humain immortel créerait trop de jalousie et de colère. Au départ, Andrew décide de faire vivre Portia autant que possible grâce à ses inventions médicales, mais après quelques décennies, elle lui dit qu’elle ne peut plus vivre éternellement, alors elle refusera tout traitement. Andrew décide de faire en sorte que Burns injecte du sang dans son système, lui permettant ainsi de vieillir, et commence ainsi à vieillir aux côtés de Portia. Andrew assiste de nouveau au Congrès mondial avec Portia, tous les deux apparaissent désormais vieux et frêles, l’ancien robot étant « abîmé » par la vie.
Sur leur lit de mort, Andrew et Portia regardent la Présidente du Congrès mondial (Lynne Thigpen) annoncer à la télévision la décision de la cour: Andrew est officiellement reconnu comme humain, et (en dehors de « Mathusalem et autres personnages bibliques ») comme étant le seul homme à avoir vécu si longtemps. En atteignant l’âge de deux cents ans, il devient également Doyen de l’Humanité. La Présidente valide également le mariage entre Portia et Andrew. Andrew meurt en écoutant l’émission en dépit de son soutien de vie, et Portia ordonne à leur infirmière — qui est en fait Galatea ayant désormais une apparence humaine — de débrancher son soutien de la vie. Le film se termine quand Portia meurt en peu de temps après Andrew après avoir murmuré « À bientôt » pour lui…

## Fiche technique
Sauf indication contraire, les informations mentionnées dans cette section peuvent être confirmées par la base de données cinématographiques IMDb,  présente dans la section « Liens externes ».
- Titre original : Bicentennial Man
- Titre français et québécois : L'homme bicentenaire[1]
- Titre allemand : Der 200 Jahre Mann
- Réalisation : Chris Columbus
- Scénario : Nicholas Kazan, d'après la nouvelle L'Homme bicentenaire d’Isaac Asimov et le roman Tout sauf un homme d'Isaac Asimov et Robert Silverberg
- Musique : James Horner
- Directeur artistique : William Hiney, Bruton Jones et Mark W. Mansbridge
- Décors : Norman Reynolds
- Costumes : Joseph G. Aulisi
- Maquillage : Greg Cannom, Wesley Wofford
- Photographie : Phil Meheux
- Son : Robert Shoup, Gary Summers, Randy Thom
- Montage : Nicolas De Toth et Neil Travis
- Production : Michael Barnathan, Chris Columbus, Gail Katz, Laurence Mark (en), Neal Miller, Wolfgang Petersen et Mark Radcliffe
  - Production déléguée : Dan Kolsrud
  - Production associée : Paula DuPré Pesmen
- Sociétés de production : 1492 Pictures, Columbia Pictures, Laurence Mark Productions, Radiant Productions et Touchstone Pictures
- Sociétés de distribution : Buena Vista Pictures Distribution (États-Unis) ; Columbia TriStar Films (France, Allemagne)
- Budget : 90 millions de $[2] ; 100 millions de $[3]
- Pays de production :  États-Unis,  Allemagne[4]
- Langue originale : anglais
- Format : couleur (Technicolor) — 35 mm — 1,85:1 (Panavision) — son Dolby Digital / DTS / SDDS
- Genre : science-fiction, comédie dramatique, fantastique, romance
- Durée : 132 minutes
- Dates de sortie[5] :
  - États-Unis, Québec : 17 décembre 1999[1]
  - Allemagne : 9 mars 2000
  - France, Belgique, Suisse romande : 15 mars 2000[6],[7],[8]
- Classification :
  - États-Unis : certaines scènes ou propos sont susceptibles de heurter la sensibilité des plus jeunes - accord parental souhaitable (PG - Parental Guidance Suggested)[N 1]
  - Allemagne : tous publics (FSK 0)
  - France : tous publics[9]
  - Belgique : tous publics (jeune public) (Alle Leeftijden)[7]
  - Suisse romande : interdit aux moins de 7 ans[10]
  - Québec : tous publics (G - General Rating)

## Distribution
- Robin Williams (VF : Michel Papineschi et VQ : Luis de Cespedes) : Andrew Martin
- Embeth Davidtz (VF : Isabelle Gardien et VQ : Hélène Mondoux) : Amanda Martin / Portia Charney
- Sam Neill (VF : Hervé Bellon et VQ : Mario Desmarais) : Richard Martin
- Oliver Platt (VF : Antoine Tomé et VQ : Pierre Auger) : Rupert Burns
- Wendy Crewson (VF : Josiane Pinson et VQ : Élizabeth Lesieur) : Mme Martin
- Kiersten Warren (VF : Nathalie Bienaimé et VQ : Johanne Garneau) : Galatea
- Hallie Kate Eisenberg (VF : Malene Kaloudia) : Amanda Martin (à 7 ans)
- Lindze Letherman (en) (VF : Kelly Marot) : Grace Martin (à 9 ans)
- Angela Landis : Grace Martin (adulte)
- Bradley Whitford (VF : Laurent Nivet) : Lloyd Charney
- John Michael Higgins (VF : Boris Rehlinger) : Bill Feingold, l'avocat des Martin
- Stephen Root (VF : Philippe Peythieu et VQ : Hubert Gagnon) : Dennis Mansky
- George D. Wallace : le Président du Congrès mondial
- Lynne Thigpen : la Présidente du Congrès mondial

## Production

### Genèse et développement
Le film est l'adaptation de la nouvelle éponyme d'Isaac Asimov parue en 1976 ainsi que du roman qui en a été adapté par Robert Silverberg Tout sauf un homme (The Positronic Man).

### Attribution des rôles
Robin Williams retrouve Chris Columbus après Madame Doubtfire. l'acteur explique ce qu'il a apprécié : « Ce qui m'a attiré, c'est la manière dont l'histoire aborde l'intelligence artificielle et le comportement humain. Il y a des milliers de robots similaires à celui que j'incarne, mais celui-ci a quelque chose de spécial… une curiosité, une aptitude à la fascination ».

### Tournage
Le tournage a lieu du 15 mars 1999 au 16 juillet 1999, en Californie (Woodside, Half Moon Bay, Alameda, Fremont, siège d'Oracle Corporation à Redwood City) notamment à San Francisco (Grace Cathedral, mairie, Golden Gate Bridge, Alamo Square, Treasure Island, etc.).

### Musique
Albums de James Horner
Deep Impact
(1998) Le Grinch
(2000)
La musique du film est composée par James Horner.
Liste des titres
1. The Machine Age - 3:32
2. Special Delivery - 2:59
3. The Magic Spirit - 3:01
4. A Gift for Little Miss - 5:28
5. Mechanical Love - 2:02
6. Wearing Clothes for the First Time - 2:10
7. The Wedding - 6:49
8. The Passage of Time - 8:32
9. The Search for Another - 3:15
10. Transformed - 2:25
11. Emotions - 3:56
12. A New Nervous System - 3:51
13. A Truer Love - 2:36
14. Petition Denied - 1:56
15. Growing Old - 3:12
16. The Gift of Mortality - 6:13
17. Then You Look at Me (James Horner / Will Jennings) - 4:22 (interprété par Céline Dion)

## Accueil

### Box-office
| Pays ou région    | Box-office      | Date d'arrêt du box-office | Nombre de semaines |
| ----------------- | --------------- | -------------------------- | ------------------ |
| États-Unis Canada | 58 223 861 $    | 1er juin 2000              | 24                 |
| France            | 107 611 entrées |                            |                    |
| Monde             | 87 423 861 $    |                            |                    |

## Distinctions

### Récompenses
- The Stinkers Bad Movie Awards 1999 : pire acteur pour Robin Williams
- Hollywood Makeup Artist and Hair Stylist Guild Awards 2000 : meilleurs maquillages d’effets spéciaux pour Greg Cannom et Wesley Wofford

### Nominations
- The Stinkers Bad Movie Awards 1999 : pire chanson ou performance de chanson dans un film pour Céline Dion (pour la chanson Then You Look at Me)
- Blockbuster Entertainment Awards 2000 :
  - Actrice préférée dans un film de comédie pour Embeth Davidtz
  - Acteur préféré dans un film de comédie pour Robin Williams
- Hollywood Makeup Artist and Hair Stylist Guild Awards 2000 : meilleurs maquillages de personnage pour Cheri Minns
- Kids' Choice Awards 2000 : acteur de cinéma préféré pour Robin Williams
- Oscars 2000 : meilleurs maquillages pour Greg Cannom
- Razzie Awards 2000 : pire acteur pour Robin Williams
- YoungStar Awards 2000 : meilleur jeune actrice dans un film de comédie

## Éditions en vidéo
- En France, le film L'Homme bicentenaire est sorti en DVD le 26 septembre 2000[20], ressorti en DVD le 9 avril 2003[21] et sorti en VOD le 1er juillet 2020[6].
- Au Québec, le film est sorti en DVD le 1er septembre 2000[1].

## Clins d’œil
- Galatea est nommée d'après Galatée.
- Lorsque Rupert construit un cœur artificiel pour Andrew, Galatea chante "If I Only Had A Heart", la chanson de "l'homme en fer blanc" du film Le Magicien d'Oz.